# Warner Communications
Warner Communications Inc. var en amerikansk medievirksomhed, der blev dannet i 1972 da Kinney National Company afviklede sine ikke-underholdningsrelaterede dele på grund af en finansiel skandale. (National Kinney Corporation) og skiftede navn.

## Fodnoter
1. ↑  "Copyrights of Golden-Age Comics". Golden-Age Comic book Superheroes & Villains Encyclopedia. Hentet 20. september 2011.
2. ↑  "List of corporate scandals". Financial Analyses. 4. oktober 2011. Hentet 30. august 2015.